# 対戦車ロケット弾

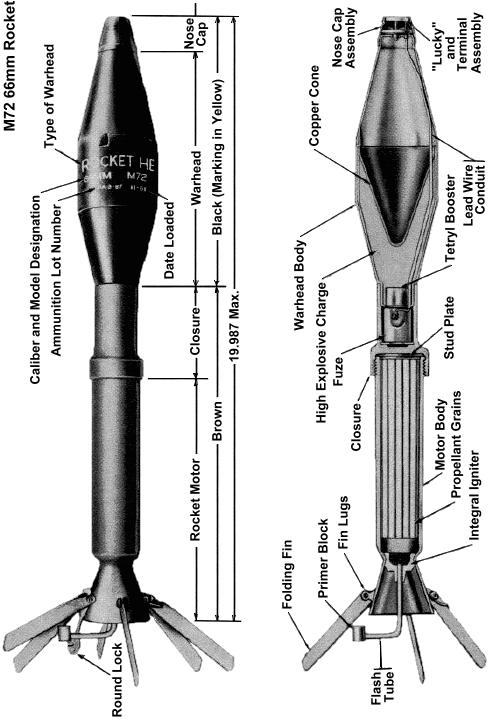
M72 LAWのロケット弾の断面図

対戦車ロケット弾（たいせんしゃロケットだん、英語: antitank rocket）は、ロケット弾化された対戦車擲弾。誘導機能を有さない点で対戦車ミサイルと区別されるが、最近では簡易誘導装置による弾道修正ロケット（誘導ロケット: guided rocket）も登場している。

## 概要
戦車や装甲車を近距離から撃破する個人携行のロケット弾は、第二次世界大戦時に登場したアメリカ合衆国のバズーカを端緒とする。簡単な金属製のチューブを発射筒として、この中に対戦車ロケット弾を装填し、発射筒で射出方向をコントロールして発射するもので、発火機構は、トリガーで発電した電気によってロケット弾尾部の推進薬に点火する方式であった。
このように、チューブの中や後方にロケットを装着し、これを発射筒としてロケットを射出するという形態は、以後、各国で模倣・踏襲されていった。またドイツ国では、バズーカに範を取ったパンツァーシュレックと並行して、無反動砲としてのパンツァーファウストを開発したが、これは成型炸薬を装填した弾頭部分を砲身の外に出し、大型化することで装甲貫徹能力の強化を図っており、後にはパンツァーファウスト44やRPG-7など、この手法を導入した対戦車ロケット弾も登場した。

## 対障害物ロケット弾
冷戦終結後、グローバル化とマルチハザード化の進展とともに戦争以外の軍事作戦（MOOTW）や低強度紛争（LIC）などが注目されるようになったが、これらの作戦・紛争においては戦車の脅威は乏しく、個人携帯対戦車兵器は塹壕や各種建造物などの障害物を排除するために用いられるほうが多くなっていた。しかし戦車の厚い装甲を貫徹するための成形炸薬弾は、コンクリートや土嚢、煉瓦などからなる障害物を破壊するのには適さず、十分な効果が得られなかった。
このことから、戦車ではなくこのような障害物への対処を主眼とした個人携帯ロケット弾として、障害物を貫通するために弾頭を前後に2個搭載したタンデム弾頭や、熱および爆発効果を向上させたサーモバリック弾頭が開発されて、装備されるようになってきた。

## 対戦車ロケット弾一覧
- アメリカ合衆国
  - バズーカ
    - 89mmロケット発射筒 M20改4型

  - M72 LAW
  - FGM-172 SRAW (弾道修正機能あり)
- イスラエル
  - B-300（英語版） - アメリカ軍でSMAWとして採用。
  - MATADOR -  シンガポールとの共同開発。
- スウェーデン＋ イギリス
  - NLAW
- スペイン
  - C90-CR

- ソビエト連邦/ ロシア
  - RPG-7
  - RPG-16
  - RPG-18
  - RPG-22
  - RPG-26
  - RPG-27
  - RPG-28
  - RPG-29
  - RPG-30
  - RPG-32

- 中国
  - 69式ロケットランチャー
  - PF-89
- ドイツ国
  - パンツァーシュレック
- ドイツ連邦共和国
  - パンツァーファウスト44
  - パンツァーファウスト3
- フランス
  - APILAS
- ユーゴスラビア
  - M90ロケットランチャー